# Fatafehi Tuʻipelehake

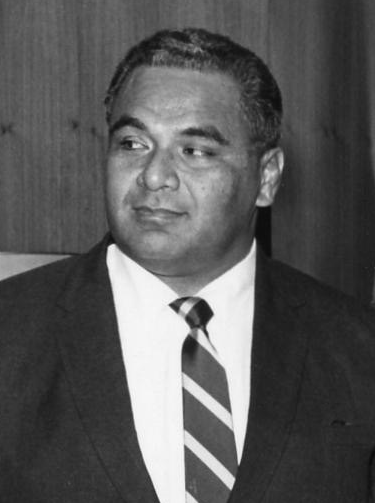
Fatafehi Tuʻipelehake (1967)

Sione Ngu Manumataongo, Prinz Fatafehi Tuʻipelehake (* 7. Januar 1922 in Nukuʻalofa, Tongatapu, Tonga; † 10. April 1999 in Auckland, Neuseeland) war ein langjähriger Premierminister von Tonga.

## Leben
Der Sohn von Königin Salote Tupou III. und jüngere Bruder des späteren Königs Taufaʻahau Tupou IV. studierte nach dem Schulbesuch am Gatton Agricultural College in Queensland und danach am Newington College in Sydney. 1945 wurde ihm von der Königin der Häuptlingstitel Tuʻipelehake verliehen und er damit zum Träger des zweitwichtigsten Herrschertitel des Landes. Am 10. Juni 1947 heiratete er Melenaite Tupoumoheofo Veikune.
Zwischen 1949 und 1952 war er zunächst Gouverneur von Vavaʻu, anschließend bis 1953 von Haʻapai und übernahm danach einige Ministerämter.
Nach dem Tod von Königin Salote Tupou III. am 16. Dezember 1965 wurde sein älterer Bruder als Taufaʻahau Tupou IV. neuer König, während er selbst als dessen Nachfolger Premierminister des Landes wurde. Fatafehi war ein starker Befürworter des königlich-dominierten politischen Systems und führte dazu einmal in einem seiner wenigen Interviews aus:
„Es gibt nicht viele von uns, die klar verstehen was jenseits von Tonga vorgeht. Unsere lokalen Politiker sind gerade gut genug für Tonga. Wenn wir die internationale Arena betreten, denke ich, dass es der beste Ansatz ist, wenn die Regierung nur unsere befähigsten Leute entsendet.“ (‚There are not many of us who have a clear understanding of what is going on beyond Tonga. Our local politicians are only good enough within Tonga. When we move out to the international arena I think this is the best approach - for government to call in only our capable people.‘)
Wie eine Reihe politischer Führer Ozeaniens war er überzeugter Christ, wurde später jedoch zunehmend fundamentalistisch und praktizierte das Zungenreden und Geistheilung.
Obwohl der Titel des Premierministers ihm auf Lebenszeit zustand, trat er von diesem Amt am 21. August 1991 nach einem Schlaganfall zurück. Nachfolger als Premierminister wurde sein Cousin, der langjährige Minister Baron Vaea. Nach seinem Rücktritt verschlimmerte sich sein Gesundheitszustand und er lebte in der Königlichen Residenz „ʻAtalanga“ in Epsom (Neuseeland). Zuletzt stand er in der Thronfolge auf dem elften Rang.